# Llocs sagrats i camins de pelegrinatge de les muntanyes de Kii
Els Llocs sagrats i camins de pelegrinatge de les muntanyes de Kii es troben en els boscos de les muntanyes Kii al Japó, a la regió de Kumano, a les prefectures de Wakayama, Nara i Mie, en la península de Kii, al Parc Nacional d'Yoshino-Kumano. Tres llocs sagrats del sintoisme i el budisme, Yoshino incloent Omine amb la muntanya Hakkyō, Kumano-jinja —que alhora inclou el Kumano Nachi-taisha, el Kumano Hayatama-taisha i el Hongu-taisha—, i Koyasan, es troben comunicats per camins de pelegrinatge a les antigues capitals de Nara i Kyoto. Els llocs i camins foren catalogats el 2004 com a Patrimoni Mundial de la UNESCO.

## Historia i designació
La regió de Kumano és mentada al Nihonshoki (日本書紀) com un lloc natural de culte. Yoshino i Omine van esdevenir molt aviat indrets per al culte xintoista abans d'esser associats, al segle viii, al camí de Shuguendo. Al segle x, els tres principals santuaris vinculats al culte de les muntanyes dels voltants s'ajuntaren conformant el complex religiós Kumano Sanzan, al qual s'afegiren altres temples budistes com Seiganto-ji. La cascada Nachi fou considerada com el centre espiritual de la regió. D'altra banda, la muntanya Kōya fundada al segle ix va esdevenir el centre de l'escola budista Shingon. La zona es va convertir en lloc de pelegrinatge des de temps feudals.

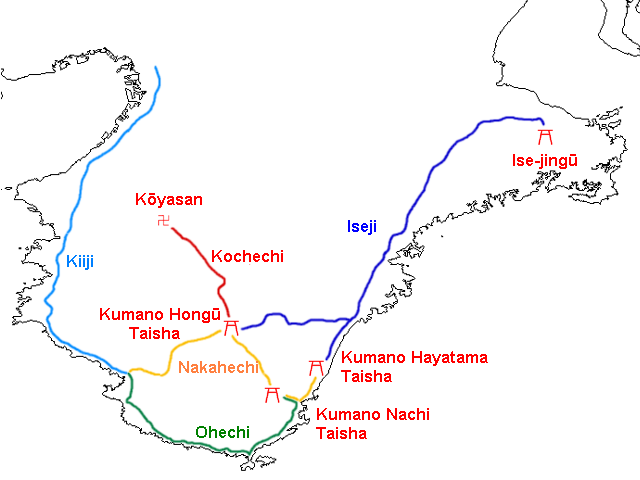
Mapa amb les rutes de peregrinació classificades com a Patrimoni de la Humanitat

La selecció d'aquests llocs i camins es va basar en la seva importància històrica i moderna en les peregrinacions religioses. També es va assenyalar la seva fusió de creences budistes i xintoistes, i una història ben documentada de les tradicions de fa més de 1.200 anys. L'escenari natural present a la península de Kii també es va considerar, per la presencia de rierols, rius i cascades. Tècnicament, van ser nominades per aquesta distinció les estructures independents dels temples i santuaris, i no els edificis sencers. Les seccions dels senders o camins es van incloure en la nominació, però no en tota la seva extensió.

## Camins de pelegrinatge
La península de Kii es troba en una de les regions del Japó que presenten una gran quantitat de precipitacions. Això va fer que els camins fossin pavimentats amb pedres. Les rutes de pelegrinatge, anomenades Kumano Kodō (熊野古道), es divideixen en cinc camins:
- El petit camí (小辺路, Kohechi): de Kōyasan (高野山) a Kumano Lanzan (熊野三山) Koyasan (高 野山?); són uns 70 km.
- El camí mitjà (中辺路, Nakahechi): de Tanabe (田辺) à Kumano Sanzan (熊野三山)
- El gran camí (大辺路, Ohechi): de Tanabe (田辺) a Kushimoto (串本) i Kumano Sanzan (熊野三山); uns 120 quilòmetres.
- El camí d'Ise (伊勢路, Iseji): del Santuari d'Ise (伊勢神宮) a Kumano Sanzan (熊野三山); uns 160 quilòmetres.
- El sender de Kii (紀伊路, Kiiji): d'Ōsaka (大阪) a Tanabe (田辺).

## Llista de llocs
| Àrea                   | Interès cultural | Tipus                   | Localització                                                | Imatge |
| ---------------------- | --- | ----------------------- | ----------------------------------------------------------- | ------ |
| Yoshino i Ōmine        | Muntanya Yoshino (吉野山, Yoshino-yama) | Muntanya                | Yoshino-chō, Yoshino-gun, Nara-ken                          |        |
| Yoshino i Ōmine        | Temple Yoshino Mikumari (吉野水分神社, Yoshino-mikumari-jinja)                                                                              | Temple xintoista        | Yoshino-chō, Yoshino-gun, Nara-ken                          |        |
| Yoshino i Ōmine        | Temple Kimpu (金峯神社, Kimpu-jinja) | Temple xintoista        | Yoshino-chō, Yoshino-gun, Nara-ken                          |        |
| Yoshino i Ōmine        | Kinpusen-ji (金峯山寺, Kimpusen-ji) | Shugendō/Temple budista | Yoshino-chō, Yoshino-gun, Nara-ken                          |        |
| Yoshino i Ōmine        | Temple Yoshimizu (吉水神社, Yoshimizu-jinja)                                                                                                | Temple xintoista        | Yoshino-chō, Yoshino-gun, Nara-ken                          |        |
| Yoshino and Ōmine      | Ōminesan-ji (大峯山寺, Ōminesan-ji) | Temple Shugendō         | Tenkawa-mura, Yoshino-gun, Nara-ken                         |        |
| Kumano Sanzan          | Temple Kumano Hongū (熊野本宮大社, Kumano Hongū Taisha)                                                                                     | Temple xintoista        | Tanabe-shi, Wakayama-ken                                    |        |
| Kumano Sanzan          | Temple Kumano Hayatama (熊野速玉大社, Kumano Hayatama Taisha)                                                                               | Temple xintoista        | Shingū-shi, Wakayama-ken; Kiho-chō, Minamimuro-gun, Mie-ken |        |
| Kumano Sanzan          | Temple Kumano Nachi (熊野那智大社, Kumano Nachi Taisha)                                                                                     | Temple xintoista        | Nachikatsuura-chō, Higashimuro-gun, Wakayama-ken            |        |
| Kumano Sanzan          | Seiganto-ji (青岸渡寺, Seiganto-ji) | Temple budista Tendai   | Nachikatsuura-chō, Higashimuro-gun, Wakayama-ken            |        |
| Kumano Sanzan          | Cascada Nachi (那智滝, Nachi no Taki) | Cascada                 | Nachikatsuura-chō, Higashimuro-gun, Wakayama-ken            |        |
| Kumano Sanzan          | Bosc Nachi (那智原始林, Nachi Genjirin) | Bosc                    | Nachikatsuura-chō, Higashimuro-gun, Wakayama-ken            |        |
| Kumano Sanzan          | Fudarakusan-ji (補陀洛山寺, Fudarakusan-ji)                                                                                                 | Temple budista Tendai   | Nachikatsuura-chō, Higashimuro-gun, Wakayama-ken            |        |
| Kōyasan                | Temple Niutsuhime (丹生都比売神社, Niutsuhime-jinja)                                                                                        | Temple xintoista        | Katsuragi-chō, Ito-gun, Wakayama-ken                        |        |
| Kōyasan                | Kongōbu-ji (金剛峯寺, Kongōbu-ji) | Temple budista Shingon  | Kōya-chō, Ito-gun, Wakayama-ken                             |        |
| Kōyasan                | Jison-in (慈尊院, Jison-in) | Temple budista Shingon  | Kudoyama-chō, Ito-gun, Wakayama-ken                         |        |
| Kōyasan                | Temple Niukanshōfu (丹生官省符神社, Niukanshōfu-jinja)                                                                                      | Temple xintoista        | Kudoyama-chō, Ito-gun, Wakayama-ken                         |        |
| Camins de pelegrinatge | Ōmine Okugakemichi (大峯奥駈道, Ōmine Okugakemichi)                                                                                         | Camí                    | Pobles entre les prefectures de Nara i Wakayama             |        |
| Camins de pelegrinatge | Kumano Sankeimichi (熊野参詣道) - Nakahechi (中辺路), incloent el riu Kumano (熊野川) - Kohechi (小辺路) - Ōhechi (大辺路) - Iseji (伊勢路) | Camí                    | Entre les prefectures de Mie i Wakayama.                    |        |
| Camins de pelegrinatge | Kōyasan chōishi-michi (高野山町石道, Kōyasan Chōishimichi)                                                                                  | Camí                    | Pobles a Ito-gun, Wakayama-ken                              |        |